# Albertus Antonius Maria Gründemann
Albertus Antonius Maria Gründemann (Leiden, 17 juli 1888 – Den Haag, 29 maart 1960) was een Nederlands politicus. 
Hij werd geboren als zoon van Jacobus Cornelis Gründemann (1849-1918; koopman) en Helena Adriana van Spanje (1848-1892). Hij is afgestudeerd in de rechten en was volontair bij de gemeentesecretarie van Monster voor hij 1931 benoemd werd tot burgemeester van Berkel en Rodenrijs. Eind 1943 werd zijn voorlopig verlengde ambtsperiode beëindigd waarna P.G.C. Stuiver daar burgemeester werd. Na de bevrijding keerde Gründemann terug in zijn oude functie. Hij ging in 1953 met pensioen en overleed in 1960 op 71-jarige leeftijd. 